# Martinezidium fulgens
Martinezidium fulgens är en skalbaggsart som beskrevs av Gilbert John Arrow 1913. Martinezidium fulgens ingår i släktet Martinezidium och familjen bladhorningar. Inga underarter finns listade i Catalogue of Life.